# Zé Carlos (football, 1968)
Pour les articles homonymes, voir Zé Carlos.
José Carlos de Almeida, plus connu sous le nom de Zé Carlos, est un footballeur brésilien né le 14 novembre 1968 à Presidente Bernardes et mort le 25 octobre 2024. Il joue au poste de latéral droit.
Il est vice-champion du monde avec le Brésil lors du mondial organisé en France. Il joue la demi-finale face aux Pays-Bas mais reste sur le banc lors de la finale, perdue 0-3 face à la France.

## Palmarès
- São Paulo FC
  - Champion de l'État de São Paulo en 1998

- Grêmio Porto Alegre
  - Champion de l'État du Rio Grande do Sul en 1999
  - Vainqueur de la Copa Sul en 1999

- Joinville EC
  - Champion de l'État de Santa Catarina en 2001

- Distinctions individuelles
  - « Ballon d'argent brésilien » en 1997